# 반도 헤이시
반도 헤이시(일본어: 坂東平氏)는 일본의 고대 씨족으로 간무 천황의 왕자(친왕)들로부터 비롯된 간무 헤이시(桓武平氏) 가운데 가즈라와라 친왕(葛原親王)의 셋째 아들인 다카미 왕(高見王)의 아들 다이라노 다카모치(平高望)가 가즈사노스케(上総介)로 임명되어 반도(坂東) 즉 지금의 일본 간토 지역에 토착한 데에서 시작되는 일족의 호칭이다. 일본사에서 '무가(武家) 헤이시'라고 불리는 경우는 이들에 해당한다.

## 반도 헤이시의 성립
간표(寛平) 원년 5월 13일(889년 6월 14일), 우다 천황의 명으로 다이라 성을 받고 신적강하하여 가즈사노스케로 임명된 다이라노 다카모치(다카모치 왕)은 지방관 관직은 받아도 실제로 부임은 하지 않고 교토에 머무르던 이른바 요임 고쿠시(遥任国司)가 많았던 당시로써는 이례적으로 아들 구니카(国香) · 요시카네(良兼) · 요시마사(良将)와 함께 임지 가즈사로 내려갔다. 이들은 임기가 지나고도 교토로 돌아오지 않았고, 옛 왕족이라는 혈연을 무기삼아 혼인관계를 통해 재지세력과의 제휴를 깊게 하였으며, 가즈사 · 시모우사 · 히타치의 미개간지을 개발하여 사영전(私営田)을 경영하며 세력을 확대했다. 그리고 자신들의 토지를 지키기 위해 무사단을 형성, 그 후 각지로 퍼져나가게 되는 다카모치류 간무 헤이시의 기반을 다졌다.
이 다카모치류 간무 헤이시의 면면을 보면,
- 구니카의 장남으로 다이라노 마사카도(平将門)의 봉기를 진압한 다이라노 사다모리(平貞盛)의 후손으로
  - 사다모리의 넷째 아들 고레히라(維衡)의 후손이 이세 헤이시(伊勢平氏),
  - 사다모리의 동생 시게모리(繁盛)의 후손이 히타치 헤이시(常陸平氏),
  - 사다모리의 차남 고레마사(維将)의 손자 다이라노 나오카타(平直方)의 자손이 호조씨(北条氏)와 구마가야 씨(熊谷氏)였고(이는 두 집안이 각각 자처한 것이다),
- 요시카네의 장남 긴마사(公雅)와 그 긴마사의 셋째 아들 무네요리(致頼),
- 요시마사의 셋째 아들로써 반도 지역에서 세력을 키워 반도 8개 구니를 장악하고 급기야 조정에 대한 반란을 일으켜 신황(新皇)을 자처하기까지 했던 다이라노 마사카도가 대표적이며,
- 그밖에 다카모치 왕의 다른 서자로 요시요리(良孫), 요시히로(良広), 요시모치(良持), 요시시게(良茂), 요시마사(良正) 등이 있었다고 전한다.
- 다카모치의 측실 소생으로 여겨지는 요시후미의 경우, 아버지나 형들과는 별개로 사가미의 가마쿠라군 무라오카에 자리를 잡고 무라오카 고로(村岡五郎)를 칭해, 반도 하치헤이시(坂東八平氏)라고 불리는 여러 집안의 파조(派祖)가 되었다.[주석 2] 그리고 반도 하치헤이시로부터는 지치부 헤이시(秩父平氏), 보소 헤이씨(房総平氏), 사가미 헤이시(相模平氏) 등이 갈라져 나왔으며(사가미 헤이시로부터 나카무라토, 미우라토, 가마쿠라토 등이 갈라져 나왔다), '반도 무사'의 공급원이 되었다.[5]

### 내용주
1. ↑  이 부근은 다마우라(玉浦, 구주쿠리 평야)나 가토리카이(香取海)가 육지화된 곳으로 당시에는 크고 작은 호수나 연못들이 남아 있어 새로운 땅을 개간하기에 적합한 미개간지가 많이 있었다.
2. ↑  요시부미의 경우 가즈사노스케로 임명된 아버지 다카모치와 함께 반도로 내려와서 세력을 확대한 것은 아니었지만, 대체로 다카모치와 함께했다고 여겨지며, 요시부미 외 다른 다카모치 후손 계파가 그후 쇠퇴하거나 활동 거점을 반도 이외로 옮긴 적도 있는 등의 이유도 있어서, 반도 헤이시를 칭하는 씨족의 대부분은 요시후미류, 즉 요시후미의 후손들이 주류를 이룬다. 다만 실제로는 일정한 신빙성이 있다고 평가되는 《쇼몬키》(将門記)에는 요시부미의 이름은 없고, 반도 하치헤이시의 초기 계도에는 혼란이 보이고 있어서 다이라노 다카모치와는 관련이 없는 씨족이 후세에 이르러 다카모치의 이름에 가탁한 것으로 보인다.[3][4]

### 참조주
1. ↑  桓武平氏 コトバンク
2. ↑  さらに詳しく 桓武平氏の台頭 農林水産省関東農政局
3. ↑  太田亮 『姓氏家系大辞典』第二巻、角川書店、1963年、3584-3585頁
4. ↑  桓武平氏概観 古樹紀之房間
5. ↑  坂東平氏系図 ウェブサイト｢いざ鎌倉｣

## 같이 보기
- 군사귀족
- 장원 (일본)